# Scenopinus bouvieri
Scenopinus bouvieri är en tvåvingeart som först beskrevs av Seguy 1921.  Scenopinus bouvieri ingår i släktet Scenopinus och familjen fönsterflugor. Inga underarter finns listade i Catalogue of Life.